# Adaminaby
Adaminaby – miasto w Australii, w stanie Nowa Południowa Walia. Ośrodek narciarski i wędkarski powstały w latach 50. XX wieku w wyniku przeniesienia około 100 budynków z miejscowości zalanej w wyniku utworzenia jeziora Eucumbene jako części zespołu hydroelektrownii – Snowy Mountains Hydroelectric Scheme.

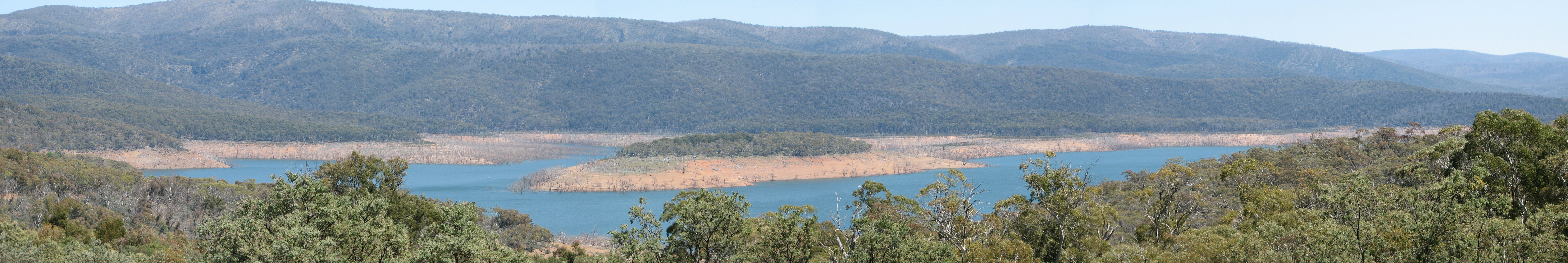
Jezioro Eucumbene